# Лукумадес

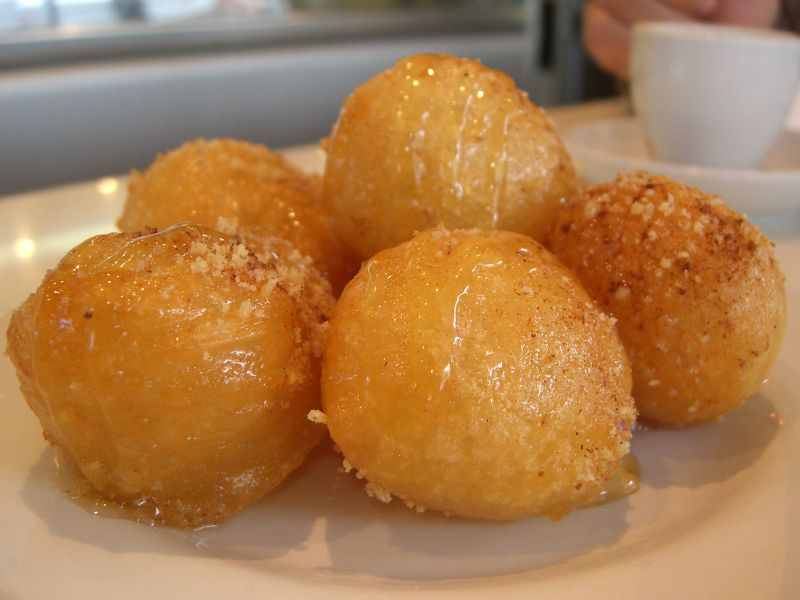

Лукумадес (грец. λουκουμάδрецептаες) або локма (тур. lokma) — солодка страва у грецькій, турецькій, перській та арабській кухні.

## Особливості
Ця страва являє собою невеликі пончики, виготовлені з дріжджового тіста з додаванням кориці, які потім смажать у фритюрі. При подачі лукумадес зазвичай поливають медом або занурюють у цукровий сироп і посипають корицею. Десерт їдять за допомогою виделки, але іноді лукумадес подають насадженими на шпажки подібно сувлаки, тоді їх можна їсти без використання столових приладів.
Турецький варіант пончиків називається локма і для його приготування використовують менше кориці, ніж у грецькій кухні. Лукумадес зазвичай подаються на десерт, але в Греції їх часто подають до сніданку або в якості перекусу.

## Походження назви
Грецьке слово грец. λουκουμάς походить від турецького локма. Оскільки пончики рідко їдять по одному, слово вживається у множині. Турецьке слово локма походить від араб. لقمة luqma(t) і означає «легку закуску», «шматок». Один з варіантів страви,  لقمة القادي luqmat al-qadi, був описаний в XIII столітті аль-Багдаді і досі популярний в арабській кухні.